# Sylvain Vasseur
Sylvain Vasseur (Cappelle-la-Grande, 28 de febrer de 1946) va ser un ciclista francès, que fou professional entre 1969 i 1977. Durant la seva carrera esportiva aconseguí 3 victòries, sent la més important la Volta a Luxemburg de 1973.
És germà del també ciclista Alain Vasseur i oncle de Cédric Vasseur.

## Palmarès
- 1972
  - 1r al Tour del Nord
- 1973
  - 1r a la Volta a Luxemburg i vencedor d'una etapa

### Resultats al Tour de França
- 1970. 95è de la classificació general
- 1972. 35è de la classificació general
- 1973. 53è de la classificació general
- 1974. 51è de la classificació general
- 1975. 44è de la classificació general
- 1976. 60è de la classificació general

### Resultats a la Volta a Espanya
- 1970. 52è de la classificació general
- 1971. 64è de la classificació general
- 1974. 27è de la classificació general